# Zend Technologies
Zend Technologies é uma empresa norte-americana fabricante de software, localizada em Cupertino, Califórnia, Estados Unidos. Seus produtos são orientados para a plataforma PHP, com ênfase no gerenciamento e melhoria do desempenho de aplicações web utilizando esta tecnologia.

## História
A Zend Technologies foi fundada por Andi Gutmans e Zeev Suraski que, juntamente outros alunos da Technion, estenderam as potencialidades do PHP, criado por Rasmus Lerdorf.
Em 1997, Zeev e Andi reescreveram o PHP-FI  originalmente escrito por Rasmus, e criaram o PHP3. Em 1998, eles reescreveram novamente o parser; e o denominaram Zend Engine. O PHP4 foi baseado na primeira versão do Zend Engine.
Em 2006, a Zend Technologies recebeu o prêmio Best Israeli Startup Software Company Award em Tel Aviv, Israel.
No dia 15 de outubro de 2015, é anunciada a compra da Zend Technologies pela Rogue Wave Software.

## Produtos

### Zend Server
O Zend Server é um servidor de aplicações web para executar e gerenciar aplicações PHP. Monitora aplicações; faz diagnóstico de problemas; otimiza e faz caching das aplicações; e oferece um console para o administrador do ambiente. A edição comunitária do Zend Server é gratuita, orientada ao desenvolvimento de aplicações PHP em ambientes de produção não críticos em Linux, Windows e Mac OS X.

### Zend Platform
O Zend Plataform é um servidor web para monitorar e otimizar o desempenho de aplicações PHP.

### Zend Studio
O Zend Studio é um IDE para PHP.

### Zend Guard
O Zend Guard é um protetor de propriedade intelectual e licenciamento de scripts PHP.

### Zend Framework
O Zend Framework é uma biblioteca de classes open-source, orientado a objeto, para o desenvolvimento de aplicações, escrito em PHP5.

## Parcerias no Brasil
- ETTBrasil (Licenciamento Oficial e treinamento dos produtos Zend)
- InoveLink (Licenciamento Oficial Zend no Brasil)